# Chelisochidae
Chelisochidae – rodzina skorków z podrzędu Neodermaptera i nadrodziny Forficuloidea.
Skorki o smukłym ciele i długich odnóżach, zwykle ubarwione ciemno, często czarno. W większości przypadków ciało ich jest walcowate i tylko nieco przypłaszczone. Tylne skrzydła mogą być w pełni rozwinięte lub całkowicie zanikłe. Odnóża wyróżniają się drugim członem stóp wyposażonym na spodniej powierzchni w prętowaty, dobrze widoczny z boku wyrostek, ciągnący się również pod ostatnim ich członem i niekiedy nawet kilkukrotnie od niego dłuższym. Narządy rozrodcze samców mają paramerę z pojedynczym płatem genitalnym na powierzchni wierzchołkowej, zwykle zaopatrzonym w virgę, która u podstawy może, ale nie musi być rozszerzona w pęcherzyk nasadowy (łac. vesicula basalis). Zewnętrzne paramery mają spiczaste zakończenia, podobnie jak u obcężnicowatych z podrodziny Allostehinae.
Przedstawiciele podrodziny zasiedlają krainy: etiopską, orientalną i australijską. Wyjątkiem jest Chelisoches morio, który zawleczony został do Ameryki Północnej.
Takson ten wprowadzony został w 1902 roku przez Karla Wilhelma Verhoeffa. Należy doń 15 rodzajów, zgrupowanych w 3 podrodzinach:
- Chelisochinae Verhoeff, 1902
- Genitalatinae Steinmann, 1987
- Kinesinae